# Leucadendron modestum
Leucadendron modestum är en tvåhjärtbladig växtart som beskrevs av I. Williams. Leucadendron modestum ingår i släktet Leucadendron och familjen Proteaceae. Inga underarter finns listade i Catalogue of Life.